# Čarobna gora
Čarobna gora (njem. Der Zauberberg) je roman njemačkog pisca Thomasa Manna započet 1913., 
a završen 1924. i iste godine ga je objavila izdavačka kuća S. Fischer Verlag.
Thomas Mann koristi tradicionalni oblik bildungsromana. Tijekom pisanja romana svjetonazori u svijetu su se znatno izmijenili; posebice poslije Prvog svjetskog rata, koji su pozivali na razmišljanje. Roman se razvija u nemilosrdan obračun sa stavovima koji će dovesti do Drugog svjetskog rata.

## Radnja
Roman govori o mladom Nijemcu, Hansu Castorpu, koji dolazi u luksuzni sanatorij u Berghofu u Davosu da bi posjetio svog bolesnog rođaka. Kako se kasnije pokazuje, taj posjet će biti dugotrajan jer liječnik ustanovljuje da je i Hans Castorp bolestan. On ostaje u sanatoriju sedam godina. Na visoravni Hans dobiva jedan sasvim drugi pogled na život koji se odvija "tamo dolje" i počinje cijeniti vrijeme na jedan sasvim drugi način. Naučio je dosta od slobodnog zidara i pisca Settembrinia i zaljubljuje se u Claudiju Chauchat.

## Vanjske poveznice
- Lektire.hr – Thomas Mann: "Čarobna gora"